# Heathfield
Heathfield – miasto w Anglii, w hrabstwie East Sussex, w dystrykcie Wealden. Leży 66 km na południowy wschód od Londynu. W 1961 roku civil parish liczyła 3244 mieszkańców.